# Pilotenkueche

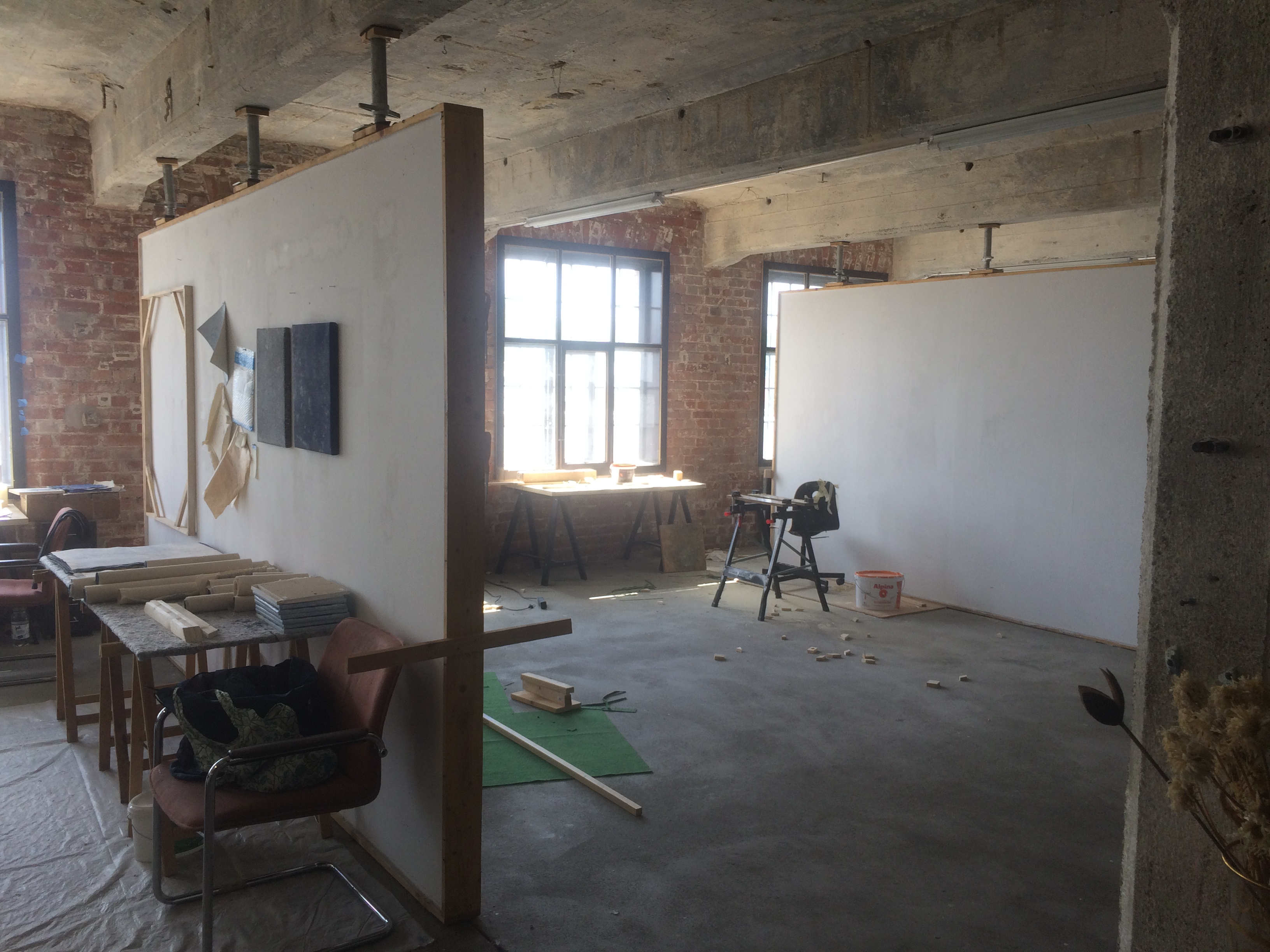
Workspace/Studio, Pilotenkueche, Dietzoldwerke, Leipzig 2020

Die Pilotenkueche ist ein internationales Artist-in-Residence-Programm in Leipzig.

## Geschichte
Die Pilotenkueche wurde 2007 vom Wiener Christoph Mayer gegründet. Aktuelle Direktorin ist Julianne Csapo. Standorte und Kooperationspartner des Programmes waren bisher die Alte Baumwollspinnerei, die Dietzoldwerke und die Alte Handelsschule im Leipziger Westen. Die Auswahl der Teilnehmer erfolgt über wechselnde Kuratoren. Arbeitssprachen des Programms sind Englisch und Deutsch. Artist Director ist Maeshelle West-Davies. Seit seiner Gründung 2007 durch den Wiener Christoph Mayer hat Pilotenkueche in 42 Ausstellungsrunden mehr als 450 Künstler ausgestellt. Die öffentliche Präsentation der entstandenen Arbeiten erfolgt in Stipendiatenaustellungen.

## Ausstellungen (Auswahl)
- 2018: Elswhere a blue line. Kuratorin Clementine Butler-Gallie, Kunstkraftwerk Leipzig[6]
- 2019: FAST KOTZEN. Kuratorin Tena Baksaj (Zagreb, Croatia)[7]
- 2019: unfinished haze. Kuratorin Tena Baksaj (Zagreb, Croatia)
- 2020: Almost Tension. Kuratorin Jazmin Soria. Alte Handelsschule[8]
- 2022: Deeply Pelusa Life[9]. Kuratorin Marco Valtierra (Mx)[10]. Alte Handelsschule

## Direktoren
- 2007–2009: Christoph Mayer[11][12]
- 2009–2011: Hendrik Voerkel[13]
- 2011–2012: Friday Mickel
- 2012–2014: Martin Lytke[14]
- 2015–2019: Martin Holz[15]
- seit 2019: Julianne Csapo[16][17]

## Stipendium
Die Höhe des Stipendiums (Zuschuss) der Pilotenkueche beträgt zwischen 1400 Euro und 2800 Euro für einen 3-Monats-Aufenthalt.

## Künstler und Alumni
Seit seiner Gründung hat das Programm mehr als 500 Künstler beherbergt. Zu den Alumni des Programms zählen Künstler wie Simon Schäfer, Clément Bedel, Hélène Planquelle, oder Céline Ordioni. 